# Arvo Kraam
Arvo Kraam (* 23. Februar 1971 in der Estnischen SSR, Sowjetunion; † 28. Juni 2024) war ein estnischer Fußballspieler. Nachdem er im Jahre 2006 seine Karriere als Aktiver offiziell beendet hatte, kam er im Alter von knapp 42 Jahren erneut zurück in den Amateurfußball und spielte bis 2018.

## Karriere
Für die Nationalmannschaft Estlands bestritt er drei Länderspiele, zwei Spiele davon im Baltic Cup 1995. Im Jahr 2006 beendete er seine Karriere beim Verein JK Kadakas Kernu.